# 1122
| [ Edytuj tabelę ]          |                                                                 |
| Książę Polski              | - 1102 Bolesław Krzywousty 1138                                 |
| Król Angkoru               | - 1113 Surjawarman II 1150                                      |
| Król Anglii                | - 1100 Henryk I 1135                                            |
| Król Aragonii i Nawarry    | - 1104 Alfons I Waleczny 1134                                   |
| Hrabia Barcelony           | - 1082 Rajmund Berengar III Wielki 1131                         |
| Książę Bawarii             | - 1120 Henryk IX Czarny 1126                                    |
| Książę Burgundii           | - 1102 Hugo II 1143                                             |
| Cesarz Bizancjum           | - 1118 Jan II Komnen 1143                                       |
| Cesarz Chin                | - 1100 Song Huizong 1125                                        |
| Książę Czech               | - 1120 Władysław I 1125                                         |
| Król Danii                 | - 1104 Niels Stary 1134                                         |
| Władca Egiptu              | - 1101 Al-Amir 1130                                             |
| Król Francji               | - 1108 Ludwik VI Gruby 1137                                     |
| Król Gruzji                | - 1089 Dawid IV Budowniczy 1125                                 |
| Hrabia Holandii            | - 1121 Dirk VI 1157                                             |
| Cesarz Japonii             | - 1107 Toba 1123                                                |
| Kalif                      | - 1118 Al-Mustarszid 1135                                       |
| Król Kastylii              | - 1109 Urraka Kastylijska 1126                                  |
| Wielki książę Kijowa       | - 1113 Włodzimierz II Monomach 1125                             |
| Patriarcha Konstantynopola | - 1111 Jan IX Agapet 1134                                       |
| Władca Korei               | - 1105 Yejong 1122 - 1122 Injong 1146                           |
| Państwo Almorawidów        | - 1106 Ali ibn Jusuf 1143                                       |
| Król Norwegii              | - 1103 Eystein I Magnusson 1123 - 1103 Sigurd I Krzyżowiec 1130 |
| Książę Obodrzyców          | - 1093 Henryk Gotszalkowic 1127                                 |
| Hrabia Palatynatu          | - 1113 Gotfryd z Kalw 1129                                      |
| Papież                     | - 1119 Kalikst II 1124                                          |
| Hrabia Portugalii          | - 1112 Alfons I Zdobywca 1139 - 1112 Teresa (regentka) 1128     |
| Sułtan Rumu                | - 1116 Masud I 1156                                             |
| Książę Saksonii            | - 1106 Lotar III 1127                                           |
| Sułtan Wielkich Seldżuków  | - 1118 Ahmad Sandżar 1157                                       |
| Król Szkocji               | - 1107 Aleksander I Szkocki 1124                                |
| Król Szwecji               | - 1118 Inge II Młodszy 1125                                     |
| Doża Wenecji               | - 1117 Domenico Michiel 1130                                    |
| Król Węgier                | - 1116 Stefan II 1131                                           |

Rok 1122 / MCXXII
stulecia: XI wiek ~
XII wiek ~
XIII wiek

lata: 1112 «
1117 «
1118 «
1119 «
1120 «
1121 «
1122
» 1123
» 1124
» 1125
» 1126
» 1127
» 1132

## Wydarzenia w Polsce
- Pomorze Zachodnie zostało lennem Polski. Warcisław – uznał zwierzchność  Bolesława Krzywoustego, zobowiązał się do płacenia trybutu, posiłków na wyprawy wojenne oraz do przyjęcia chrześcijaństwa.
- Misja chrystianizacyjna Bernarda.
- Duńczycy ponieśli klęskę w bitwie o Kołobrzeg.

## Wydarzenia na świecie
- 23 września – papież Kalikst II i cesarz rzymski Henryk V zawarli konkordat wormacki co zakończyło tzw. spór o inwestyturę.
- Piotr Czcigodny został opatem Klasztoru w Cluny.

## Urodzili się
- Eleonora Akwitańska, królowa Francji i Anglii (zm. 1204)
- Quảng Nghiêm, wietnamski mistrz thiền ze szkoły vô ngôn thông (zm. 1190)

## Zmarli
- Al-Hariri, pisarz arabski (ur. 1054)
- Amtylochiusz, prawosławny biskup włodzimiersko-wołyński (ur. ?)
- Herman, duchowny katolicki, biskup praski (ur. ?)
- Sybilla z Normandii, królowa Szkocji (ur. ok. 1092)